# Kwas dipikolinowy
Kwas dipikolinowy, kwas pirydyno-2,6-dikarboksylowy, DPA – organiczny związek chemiczny, dikarboksylowa pochodna pirydyny.

## Występowanie
Kwas dipikolinowy jest związkiem swoistym dla przetrwalników (endospor) mikroorganizmów, gdzie umiejscowiony jest tylko w protoplastach i nie występuje w komórkach wegetatywnych. Chelatuje jony wapnia (Ca2+
), tworząc dipikolinian wapnia, mogący stanowić 10–15% suchej masy spory. Duże stężenie dipikolinianu wapnia wraz z warstwami gęsto upakowanej mureiny i białek tworzących płaszcz, stabilizuje skład chemiczny spory. DPA obniża, w zależności od szczepu, od 5–50 razy, wrażliwość endospor na promieniowanie UV oraz znacznie zwiększa ich odporność na ogrzewanie w warunkach podwyższonej wilgotności środowiska, w porównaniu z komórkami wegetatywnymi, z których pochodzą.